# Закон Бутана о контроле табака (2010)
Закон Бутана о контроле табака (Дзонгкха: འབྲུག་ གི་ ཏམ་ ཁུ་ དམ་ འཛིན་ བཅའ་ ཁྲིམས་ ཅན་) был принят парламентом 16 июня 2010 года. Закон запрещает выращивание, сбор, производство и продажу табака и табачных изделий в Бутане. Закон также обязывает правительство Бутана предоставлять консультации и лечение для содействия прекращению употребления табака. Исходя из физического здоровья и благосостояния народа Бутана, важных элементов валового национального счастья, — Закон о контроле над табаком признает вредное воздействие потребления табака и воздействия табачного дыма как на духовное, так и на социальное здоровье.

## История
Задолго до принятия Закона о контроле табака правительство Бутана боролось против употребления табачных изделий. В 1916 году первый король Бутана Угьен Вангчук обнародовал запрет на «самую грязную и ядовитую траву, называемую табаком». Однако современный Закон о контроле табака привел к полемике из-за суровых наказаний.
В январе 2012 года Парламент принял срочные поправки с целью значительного увеличения допустимого количества табака и снижения штрафов, хотя продажа и распространение по-прежнему запрещены.

## Законы о запрете курения
Потребление табака не полностью запрещено в Бутане, хотя оно в значительной степени запрещено в общественных местах.
Закон о контроле табака устанавливает зоны для некурящих:
- рынки, вестибюли гостиниц, рестораны и бары; центры отдыха, такие как дискотеки, кинотеатры и игровые площадки;
- учреждения и офисы, как государственные, так и частные;
- общественные мероприятия и общественные места, такие как стоянки такси и аэропорт;
- весь общественный транспорт; и любые другие места, объявленные Комитетом по контролю над табаком[3].

Комитет также имеет право определять места для курения в общественных местах.
Зоны для курения разрешены в отелях по усмотрению мецената[какого?].
Акт навязывается лицу, которое имеет право на отказ[прояснить].

## Торговля и коммерция табачных изделий
Закон запрещает выращивание, производство, поставку и распространение табака в Бутане.
Закон позволяет отдельным лицам импортировать табак и табачные изделия.
Акт полностью запрещает рекламу табака, продвижение и продвижение рекламы табака.
«Меры в области образования» уполномочивают правительство Бутана создавать агентства для предотвращения курения и выработки стратегии борьбы против табака. Вместе с тем, закон также разрешает программы государственных исследований и надзора за употреблением табака.

## Бутанская табачная политика
Контроль над выполнением закона осуществляет ряд государственных учреждений: Министерство здравоохранения, Министерство экономики, Министерство финансов, Министерство образования, Министерство внутренних дел и культуры и т. д.
Вспомогательные правительственные учреждения: Королевская бутанская полиция, Организация гражданского общества и Управление безопасности дорожного движения и транспорта.

## Правоохранительные органы
Закон о контроле табака устанавливает два новых государственных учреждения для регулирования употребления табака в Бутане: Комитет по борьбе против табака и Управление по борьбе против табака.
Члены Совета и Управления одновременно работают в правительственных управлениях по борьбе с наркотиками.
Комитет по контролю над табаком такой же, как и ранее существовавший Комитет по контролю над наркотиками в Бутане, который в настоящее время отвечает за регулирование табака и обеспечение его соблюдения.
Любые изменения в законе должны быть одобрены Управлением по контролю над табаком и другими правоохранительными органами.
Акт обязывает Комитет по контролю над табаком через Управление по борьбе против табака. Для этого закон уполномочивает правительство содействовать доступному доступу к лечению, включая фармацевтические продукты. Закон также обеспечивает процедурные рамки для функционирования совета.
Бюро по контролю над табаком занято Агентством по контролю над наркотиками Бутана и его исполнительным директором.

## Правоприменительные органы
Закон также обеспечивает материальную и процедурную основу для принудительного исполнения.
Если чиновники так решают, им разрешено входить и осматривать общественные места. Они также уполномочены останавливать и осматривать автомобили на дороге и проверять контейнеры[какие?] на контрольно-пропускных пунктах, если они считают, что табак находится внутри.
Сотрудники также могут потребовать подтверждение оплаты[прояснить]. Согласно правилам, сотрудники также имеют право конфисковывать и уничтожать контрабанду.

## Законы Уголовного и Гражданского кодексов
В законе перечислены восемь новых правонарушений и соответствующие наказания, от штрафов до курения[прояснить].
Преступления четвёртой степени наказываются лишением свободы на срок от трех до пяти лет. Кроме того, изображения употребления табака в средствах массовой информации, кроме как для укрепления здоровья, представляют собой мелкий проступок.
Закон также предусматривает контекстное ограничение речи[прояснить].
Члены местных и национальных правительств в целом поддержали Закон о борьбе против табака.

## Поправка
4 сентября 2011 года премьер-министр Джигме Тинлей заявил на пресс-конференции, что его правительство быстро примет поправку к Закону о борьбе против табака. Премьер-министр объяснил, что решение было основано на «боли и страданиях», которые вызвал этот акт после некоторых арестов, добавив, что его правительство будет консультироваться с Национальным советом.
В ответ на это полукочевые общины из Мерака и Сактенга (проживающие рядом с плохо охраняемой бутано-индийской границей с округом Таванг в Аруначал-Прадеше (Индия) высказались в поддержку статус-кво или даже способствовали их торговле среди населения.
В январе 2012 года Министр внутренних дел и культуры и Министр здравоохранения предложили поправку на дебаты в Национальную ассамблею..
Рассмотрено срочное законодательство[прояснить] и принято практически единодушно.